# Domenico Ferrata
Domenico Ferrata (4 de março de 1847 - 10 de outubro de 1914) foi um cardeal católico romano italiano que passou a maior parte de sua carreira no serviço diplomático da Santa Sé e na Cúria Romana.

## Biografia
Ferrata nasceu em Gradoli, perto de Viterbo. Ordenado um sacerdote em 1869 e consagrado bispo em 1885, ele serviu como núncio a Bélgica e depois para França. Ele serviu como Secretário da Congregação para Assuntos Eclesiais Extraordinários de 20 de abril de 1889 a 23 de junho de 1891. Ele foi elevado a Cardeal pelo Papa Leão XIII no consistório de 22 de junho de 1896.
Ele passou a primeira parte de seu cardinalato em posições agora abolidas, como o Prefeito da Sagrada Congregação para Indulgências e Relíquias. Ele foi nomeado Prefeito da Congregação para o Culto Divino. Em janeiro de 1914, o Papa Pio X nomeou-o para suceder ao Cardeal Mariano Rampolla, que faleceu em 13 de dezembro de 1913, como Secretário da Sagrada Congregação do Santo Ofício. O Papa Pio X morreu em 20 de agosto de 1914, no início da Primeira Guerra Mundial. Seu sucessor, Papa Bento XV, nomeou-o como Secretário de Estado, trocando-o por Rafael Merry del Val, que ocupou esta posição durante a pontificação de Pio X e agora foi transferido para ser Secretário da Sagrada Congregação do Santo Ofício. No entanto, Ferrata morreu no mês após sua nomeação como Secretário de Estado aos setenta anos. Ele foi sucedido pelo cardeal Pietro Gasparri, que manteve o cargo até 1930, quando foi sucedido por Eugenio Pacelli.

## Link externo
- The Cardinals of the Holy Roman Church - Biographical Dictionary - Consistory of 22 June 1896 at www.fiu.edu